# Roccaspinalveti
Roccaspinalveti község (comune) Olaszország Abruzzo régiójában, Chieti megyében.

## Fekvése
A megye délkeleti részén fekszik. Határai: Carpineto Sinello, Carunchio, Castiglione Messer Marino, Fraine, Guilmi és Montazzoli.

## Története
A települést a 19. században alapították. Az egykori, 18. századi Rocca Spina Olivetát földcsuszamlások miatt kilakoltatták és egy völgyben építették újjá Roccaspinalveti néven.

## Népessége
A népesség számának alakulása:

## Főbb látnivalói
- San Michele Arcangelo-templom